# Natação no Campeonato Europeu de Esportes Aquáticos de 2018 - 4x200 m livre feminino
A prova do revezamento 4x200 metros livre feminino da natação no Campeonato Europeu de Esportes Aquáticos de 2018 ocorreu no dia 7 de agosto no Tollcross International Swimming Centre, em Glasgow no Reino Unido. 

## Calendário
| Fase          | Data        | Hora  |
| ------------- | ----------- | ----- |
| Eliminatórias | 7 de agosto | 10:00 |
| Final         | 7 de agosto | 17:49 |

Todos os horários estão no horário local (UTC+0)

## Recordes
Antes desta competição, os recordes eram os seguintes:
|                       | Nacionalidade | Tempo   | Local  | Data                 |
| --------------------- | ------------- | ------- | ------ | -------------------- |
| Recorde mundial       | China         | 7:42.08 | Roma   | 30 de julho de 2009  |
| Recorde europeu       | Reino Unido   | 7:45.51 | Roma   | 30 de julho de 2009  |
| Recorde do campeonato | Itália        | 7:50.53 | Berlim | 21 de agosto de 2014 |

## Medalhistas
| Ouro                                                                                            | Prata | Bronze                                                                                      |
| Reino Unido · Ellie Faulkner · Kathryn Greenslade · Holly Hibbott · Freya Anderson · Lucy Hope* | Rússia · Valeriya Salamatina · Anna Egorova · Arina Openysheva · Irina Krivonogova · Anastasia Guzhenkova* | Alemanha · Reva Foos · Isabel Marie Gose · Sarah Köhler · Annika Bruhn · Marie Pietruschka* |

*Atletas que competiram apenas nas baterias e receberam medalhas

## Resultados

### Eliminatórias
Esses foram os resultados das eliminatórias. 
| Pos. | Bateria | Raia | Nacionalidade | Nadadoras | Tempo   | Notas |
| ---- | ------- | ---- | ------------- | --- | ------- | ----- |
| 1    | 2       | 2    | Rússia        | Anna Egorova (1:58.98) Valeriya Salamatina (1:59.43) Irina Krivonogova (2:00.35) Arina Openysheva (1:59.14)      | 7:57.90 | Q     |
| 2    | 1       | 3    | Reino Unido   | Kathryn Greenslade (1:59.33) Ellie Faulkner (1:58.89) Lucy Hope (2:01.47) Holly Hibbott (2:01.09)                | 8:00.78 | Q     |
| 3    | 2       | 7    | Alemanha      | Reva Foos (1:58.99) Marie Pietruschka (2:00.53) Isabel Marie Gose (2:00.60) Annika Bruhn (2:01.83)               | 8:01.95 | Q     |
| 4    | 1       | 2    | França        | Margaux Fabre (2:00.20) Assia Touati (1:59.77) Alizée Morel (2:00.28) Marie Wattel (2:03.28)                     | 8:03.53 | Q     |
| 5    | 1       | 4    | Espanha       | Melani Costa (2:00.08) Lidón Muñoz (2:01.99) Esther Morillo (2:01.55) África Zamorano (2:00.75)                  | 8:04.37 | Q     |
| 6    | 2       | 1    | Dinamarca     | Laura Glerup Jensen (2:00.78) Emily Gantriis (2:00.84) Maria Grandt (2:03.08) Helena Rosendahl Bach (1:59.93)    | 8:04.63 | Q     |
| 7    | 1       | 5    | Polónia       | Daniela Georges (2:02.05) Dominika Kossakowska (2:00.82) Aleksandra Knop (2:02.04) Aleksandra Polańska (2:00.90) | 8:05.81 | Q     |
| 8    | 2       | 8    | Países Baixos | Robin Neumann (2:00.56) Esmee Vermeulen (2:00.92) Loulou Vos (2:03.13) Marjolein Delno (2:01.22)                 | 8:05.83 | Q     |
| 9    | 2       | 3    | Bélgica       | Valentine Dumont (1:59.62) Juliette Dumont (2:03.65) Lotte Goris (2:00.81) Camille Bouden (2:04.51)              | 8:08.59 |       |
| 10   | 2       | 5    | Áustria       | Marlene Kahler (2:02.84) Lena Kreundl (2:01.80) Lena Opatril (2:02.89) Cornelia Pammer (2:03.41)                 | 8:10.94 |       |
| 11   | 2       | 4    | Eslovênia     | Janja Šegel (2:03.53) Katja Fain (2:03.25) Neža Klančar (2:04.68) Sara Račnik (2:03.50)                          | 8:14.96 |       |
| 12   | 1       | 7    | San Marino    | Sara Lettoli (2:10.53) Elisa Bernardi (2:11.92) Beatrice Felici (2:17.50) Arianna Valloni (2:11.50)              | 8:51.45 |       |
| 13   | 1       | 1    | Hungria       | DNS | DNS     | DNS   |
| 13   | 1       | 6    | Suíça         | DNS | DNS     | DNS   |
| 13   | 2       | 6    | Itália        | DNS | DNS     | DNS   |

### Final
Esse foi o resultado da final. 
| Pos.              | Raia | Nacionalidade | Nadadoras | Tempo   | Notas |
| ----------------- | ---- | ------------- | --- | ------- | ----- |
| Medalha de ouro   | 5    | Reino Unido   | Ellie Faulkner (1:59.25) Kathryn Greenslade (1:57.94) Holly Hibbott (1:58.46) Freya Anderson (1:56.00)           | 7:51.65 |       |
| Medalha de prata  | 4    | Rússia        | Valeriya Salamatina (1:58.72) Anna Egorova (1:58.18) Arina Openysheva (1:58.48) Anastasia Guzhenkova (1:57.49)   | 7:52.87 |       |
| Medalha de bronze | 3    | Alemanha      | Reva Foos (1:58.90) Isabel Marie Gose (1:58.22) Sarah Köhler (1:58.99) Annika Bruhn (1:57.65)                    | 7:53.76 |       |
| 4                 | 6    | França        | Marie Wattel (1:59.72) Charlotte Bonnet (1:56.23) Margaux Fabre (1:58.67) Assia Touati (1:59.24)                 | 7:53.86 |       |
| 5                 | 2    | Espanha       | Melani Costa (1:58.55) África Zamorano (2:00.85) Esther Morillo (2:01.17) Lidón Muñoz (2:01.47)                  | 8:02.04 |       |
| 6                 | 8    | Países Baixos | Robin Neumann (2:00.65) Esmee Vermeulen (2:01.10) Loulou Vos (2:00.52) Marjolein Delno (2:00.67)                 | 8:02.94 |       |
| 7                 | 7    | Dinamarca     | Laura Glerup Jensen (2:00.27) Signe Bro (2:03.25) Emily Gantriis (2:00.48) Helena Rosendahl Bach (2:00.43)       | 8:04.43 |       |
| 8                 | 1    | Polónia       | Daniela Georges (2:01.92) Dominika Kossakowska (2:00.98) Aleksandra Knop (2:01.29) Aleksandra Polańska (2:00.32) | 8:04.51 |       |

Legenda
| Recorde mundial       | Recorde mundial (World record)               |                       | Recorde africano                      | Recorde africano (African) |                                           | Q | Classificado por posição (Qualified) |
| Recorde do campeonato | Recorde do campeonato (Championship record)  | Recorde da América    | Recorde da América (Americas)         | q                          | Classificado por melhor tempo (Qualified) |   |                                      |
| Melhor marca do ano   | Melhor marca do ano (World leading)          | Recorde asiático      | Recorde asiático (Asian)              | DNS                        | Não largou (Did not start)                |   |                                      |
| Recorde nacional      | Recorde nacional (National record)           | Recorde europeu       | Recorde europeu (European)            | DNF                        | Não terminou (Did not finish)             |   |                                      |
| Recorde pessoal       | Recorde pessoal do atleta (Personal best)    | Recorde da Oceania    | Recorde da Oceania (Oceania)          | DSQ / DQ                   | Desclassificado (Disqualified)            |   |                                      |
| Recorde da temporada  | Recorde da temporada do atleta (Season best) | Recorde sul-americano | Recorde sul-americano (South America) | NM                         | Sem marca (No mark)                       |   |                                      |